# Бауэр, Виктор
Виктор Бауэр (нем. Viktor Bauer; 19 сентября 1915, Лёкниц, Мекленбург-Передняя Померания — 13 декабря 1969, Бад-Хомбург, Гессен) — немецкий ас Люфтваффе Второй мировой войны. Одержал 106 воздушных побед. Награждён Рыцарским крестом Железного креста с Дубовыми Листьями.

## Военная карьера
Виктор Бауэр родился 19 сентября 1915 года в Лёкнице. В 1935 году он поступил на службу в Люфтваффе в звании фанен-юнкера. Его первым подразделением была 1-я Группа JG 2, где он получил звание лейтенанта. 1 марта 1940 года Виктора перевели в JG 77, здесь он получил назначение во 2-ю эскадрилию. Свою первую воздушную победу Бауэр одержал 15 мая 1940 года к востоку от бельгийского города Брюгге.
В декабре 1940 года лётчик получает новое назначение — на этот раз он принимает командование 9-й эскадрилией JG 3, которая участвует в Битве за Британию. Спустя некоторое время Бауэр со своим подразделением переводится ближе к границам СССР, чтобы принять участие в Операции «Барбаросса». Здесь на Восточном фронте по-настоящему раскрывается талант Виктора, как лётчика-истребителя.
23 июля 1941 года немецкий ас был тяжело ранен в бою с советскими лётчиками, в строй он возвращается только в феврале 1942 года. Рыцарский крест обер-лейтенант Виктор Бауэр получил 30 июля 1941 года — на этот день на его личном счету было 34 сбитых самолёта противника. Спустя год, 26 июля 1942 года, он получает Дубовые Листья к своему Рыцарскому кресту за свои 102 воздушные победы в войне.
Вскоре Бауэра повышают в звании до гауптмана. В начале августа 1942 года Виктор получает погоны майора, и 9 августа он назначается на должность командира учебно-боевой группы «Восток» (нем. Ergänzungs-Jagdgruppe Ost), базирующейся в южной Франции. Получив звание оберст-лейтенанта, Виктор возглавляет 1-ю учебно-боевую эскадру (нем. Ergänzungsjagdgeschwaders 1) и до конца мая 1945 года остаётся её командующим. Оберст Бауэр был взят в плен по окончании войны и был освобождён в июле 1945 года.
Всего за годы Второй мировой войны Бауэр сбил 106 самолётов противника (102 на Восточном фронте) в более чем 400 боевых вылетах.
Умер немецкий ас 13 декабря 1969 года в курортном немецком городе Бад-Хомбург.

## Награды
- Медаль «За выслугу лет в вермахте» 4-го класса
- Железный крест (1939) 1-го и 2-го класса
- Знак боевого пилота люфтваффе
- Комбинированный знак наблюдателя Люфтваффе
- Почётный кубок люфтваффе (22 июня 1942)[1]
- Рыцарский крест с Дубовыми Листьями
  - Рыцарский крест (30 июля 1941) — обер-лейтенант, командир 9-й эскадрильи JG 3[2]
  - Дубовые Листья (№ 107) (26 июля 1942) — обер-лейтенант, командир 9-й эскадрильи JG 3 «Удет»[3]